# 瘤頭索深鼬鳚
瘤頭索深鼬鳚，为輻鰭魚綱鼬魚目鼬魚科的其中一種，分布於中東大西洋，屬深海魚類，棲息深度在水深3200公尺。本魚吻膨脹，眼遠小於吻，鰓蓋棘弱或不存在，沒有棘的前鰓蓋骨而且在後部地幾乎擴大達到鰓蓋的後緣，偽鰓絲狀突起2條，體長可達22.1公分，為稀有種，不具有經濟價值。